# Cistus salviifolius
Espèce
Classification APG II (2003)
Le Ciste à feuilles de sauge ou Ciste femelle (Cistus salviifolius L. ) est un arbrisseau à fleurs  blanches, avec des feuilles gaufrées, plus larges que celles du ciste de Montpellier, de la famille des Cistaceae.
Il est appelé  en corse mucchju albellu.

## Description
C'est un arbrisseau à port buissonnant, assez prostré dont les jeunes rameaux sont couverts de poils étoilés, non visqueux.
Les feuilles opposées et pétiolées, sont ovales ou oblongues, réticulées, gaufrées, tomenteuses.
Les fleurs sont rassemblées dans des cymes de 1 à 3 fleurs, à l’aisselle des feuilles. Elles possèdent 5 sépales inégaux, les extérieurs ovales en cœur. Les 5 pétales forment une corolle blanche de 4-6 cm de diamètre avec un style très court.
La floraison s’étale de mai à juin. La pollinisation se fait par les insectes.
Le fruit est une capsule pentagone, de 5-7 mm de long, incluse dans le calice. Les graines sont disséminées par les fourmis, les granivores et les moutons.

## Aire de répartition
Il affectionne les coteaux secs et les bois dans la région méditerranéenne de l'Europe, de l'Asie et de l'Afrique.

En France, on le trouve dans tout le midi jusque dans l’Ain, dans le sud-ouest, des Pyrénées atlantiques jusqu’à la Vendée.
Il est aussi très commun en Corse.
Il affectionne les fruticées naines, garrigues, maquis ouverts, forêts claires.
Il se développe très rapidement après un incendie en repartant de sa souche ou par germination de ses graines. Il présente une bonne résistance à la sécheresse et supporte les gels légers.

## Utilisations
Le ciste à feuilles de sauge est cultivé comme plante ornementale.